# Buongiorno, dottor Bedford
Buongiorno, dottor Bedford (The Practice) è una serie televisiva statunitense in 27 episodi trasmessi per la prima volta nel corso di 2 stagioni dal 1976 al 1977.
È una sitcom di genere medico incentrata sulle vicende del dottor Jules Bedford, interpretato da Danny Thomas, e del figlio che lavorano in una clinica a New York.

## Trama
Jules Bedford è un uomo vedovo e lavora come medico in una clinica di New York insieme a suo figlio David, medico come il padre, nella prestigiosa zona di Park Avenue. David è sposato con Jenny e ha due figli: Tony e Paul. Molte delle situazioni comiche della serie scaturiscono dal diverso approccio alla professione da parte del padre, che ne ha una visione più idealizzata, e da parte del figlio, molto più pratico. Altre situazioni divertenti nascono dal rapporto tra Jules e l'infermiera Molly Gibbons che dimostra un interesse sentimentale nei suoi confronti.

## Personaggi e interpreti
- Dottor Jules Bedford (27 episodi, 1976-1977), interpretato da Danny Thomas.
- Dottor David Bedford (27 episodi, 1976-1977), interpretato da David Spielberg.
È il figlio, anch'egli medico, di Jules.
- Infermiera Molly Gibbons (27 episodi, 1976-1977), interpretata da Dena Dietrich.
- Helen (27 episodi, 1976-1977), interpretato da Didi Conn.
È la segretaria di David.
- Jenny Bedford (27 episodi, 1976-1977), interpretata da Shelley Fabares.
È la moglie di David.
- Lenny (6 episodi, 1976-1977), interpretato da Mike Evans.
- Paul Bedford (2 episodi, 1976), interpretato da Allen Price.
È un nipote di Jules.
- Tony Bedford (2 episodi, 1976), interpretato da Damon Bradley Raskin.
È un nipote di Jules.
- Dottor Daniel Perry (2 episodi, 1976), interpretato da R.J. Adams.
- Dottor Roland Caine (2 episodi, 1976), interpretato da John Byner.
- Helen, interpretata da Colette Fleury.
- Molly Gibbons, interpretata da Natasha Gray.

## Produzione
La serie, ideata da Steve Gordon, fu prodotta da MGM Television e girata negli studios della Metro-Goldwyn-Mayer a Culver City in California. Le musiche furono composte da James Di Pasquale, Jacques Grassi e David Shire.

### Registi
Tra i registi sono accreditati:
- Noam Pitlik in 5 episodi (1976-1977)
- Tony Mordente in 3 episodi (1976)
- Bill Persky in 2 episodi (1976)
- Roger Morden
- Peter Perski
- Lawrence K. Philips
- Mel Pitler
- John Tyndall
- George Tyne

### Sceneggiatori
Tra gli sceneggiatori sono accreditati:
- Steve Gordon in 27 episodi (1976-1977)
- Bernie Kahn in 2 episodi (1976-1977)
- Arnold Somkin in 2 episodi (1976)

## Distribuzione
La serie fu trasmessa negli Stati Uniti dal 30 gennaio 1976 al 26 gennaio 1977  sulla rete televisiva NBC. In Italia è stata trasmessa con il titolo Buongiorno, dottor Bedford. È stata distribuita anche in Germania Ovest con il titolo Lachen auf Rezept.

## Episodi
| Stagione         | Episodi | Prima TV USA |
| ---------------- | ------- | ------------ |
| Prima stagione   | 14      | 1976         |
| Seconda stagione | 13      | 1976-1977    |